# 伏木曽我
『伏木曽我』（ふしきそが）は、能楽作品のひとつ。曽我物に数えられる。

## 概要
物語の舞台は駿河国井手（現在の静岡県富士宮市上井出）である。井手（伊出・井出）は『曽我物語』に見える曽我兄弟の仇討ちの地であり、また兄弟が没した地である。その井手の地にて御霊として現れる曽我祐成（十郎）と、その地を訪れた虎との邂逅を語るものとなっている。
曲名の「伏木」とは、曽我祐成が工藤祐経を討つため機会を伺う中、いざ討とうと向かうも祐成が乗る馬が伏木に足を取られ落馬する場面を言う。この伏木の場面を含め、祐成（御霊）が虎に対し仇討ちを遂げるまでの過程を語る構成となっている。
本曲は『能本作者註文』においては世阿弥作と伝えられ、『自家伝抄』においては宮増作と伝えられる。『親元日記』寛正6年（1465年）3月9日条に、室町幕府将軍足利義政院参の際に観世父子により披露された能の演目が記される。

泰山府君・治親・松風村雨・臥木曽我・鞍馬天狗・三山・安宅・卒都婆小町・三輪・獅子・百万・明恵上人・静・天鼓・鶴・鳴不動
このように〈伏木曽我〉の古い演能例が確認され、少なくとも室町時代には成立していた。また尋尊による「応永三十四年演能記録」(『寺務方諸廻請』）に〈曽我虎〉と見え、これが〈伏木曽我〉である可能性も指摘されている。

## 登場人物
前シテ
井手の里の狩人
後シテ
曽我十郎祐成の霊
ツレ
虎
ワキ
虎の従者
アイ
所の者

## あらすじ

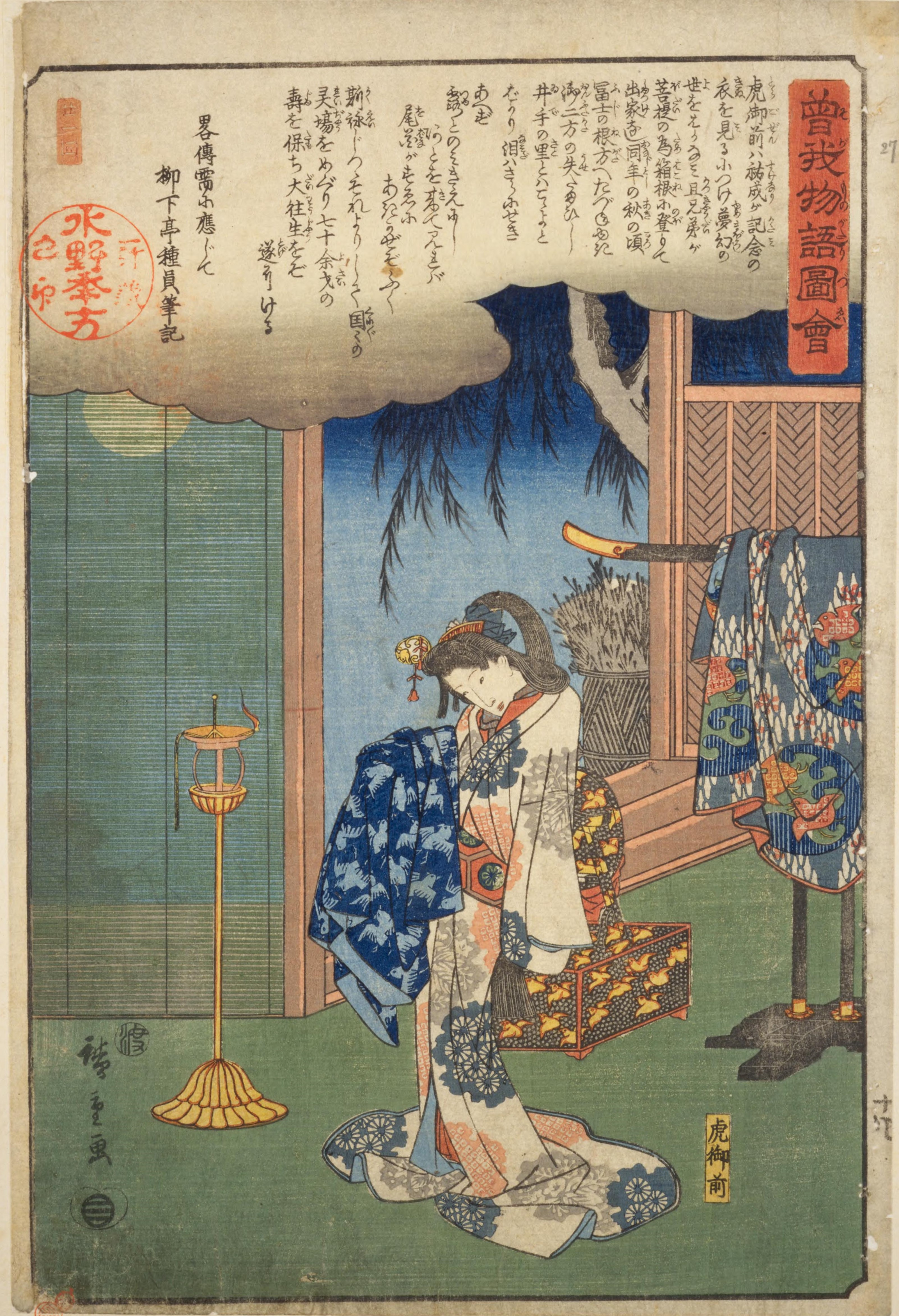
「同年の秋の頃 富士の根方へたづねゆき 御二方の失たまひし 井手の里とハここよと ばかり 泪はさらにせき あへず」等とある（歌川広重『曽我物語図会』より）

曽我兄弟の仇討ちで本望を遂げた兄弟は、同地で没する。曽我祐成（十郎）の恋人であった虎（ツレ）は七七日法要を終え、悲しみの中で十郎最期の地を訪れることを決意する。
虎とその従者（ワキ）は最期の地である富士の裾野の井手の里に着く。すると狩人（前シテ）が現れ十郎の墓所まで案内すると、掻き消す様に姿を消す。虎は故人を偲び墓所の草莚の上で横になる。すると夢の中で十郎（後シテ）が現れる。十郎はまず仇討ちに向かうまでの心境を語る。続いて狩場での伏木の場面を語る。
十郎によると、狩場に男鹿二匹女鹿一匹が現れその鹿を射止めようとした祐経の姿を確認したという。いざ討たんと馬で向かい弓を引くも、不運なことに伏木に馬を乗り懸け転倒し、敵である祐経を逃すこととなったという。
伏木による不運を説いた後、続いて井手の屋形での仇討ちの場面を語る。そして最後に心情を語る。「自らもこの地で屍となったけれども名を馳せることができた」と。
ここで虎は夢から覚める。

## 背景

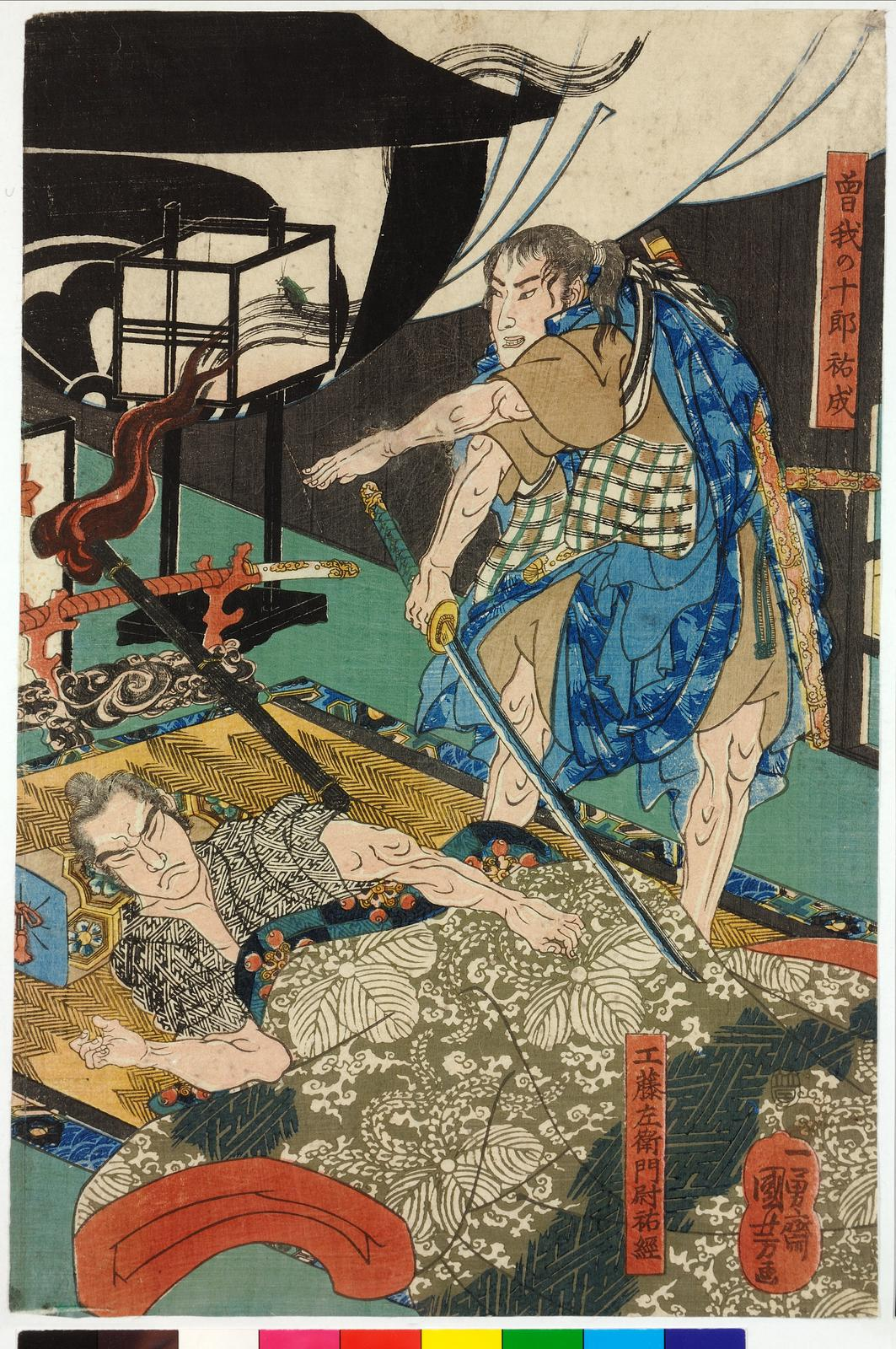
曽我祐成が工藤祐経を討つ場面

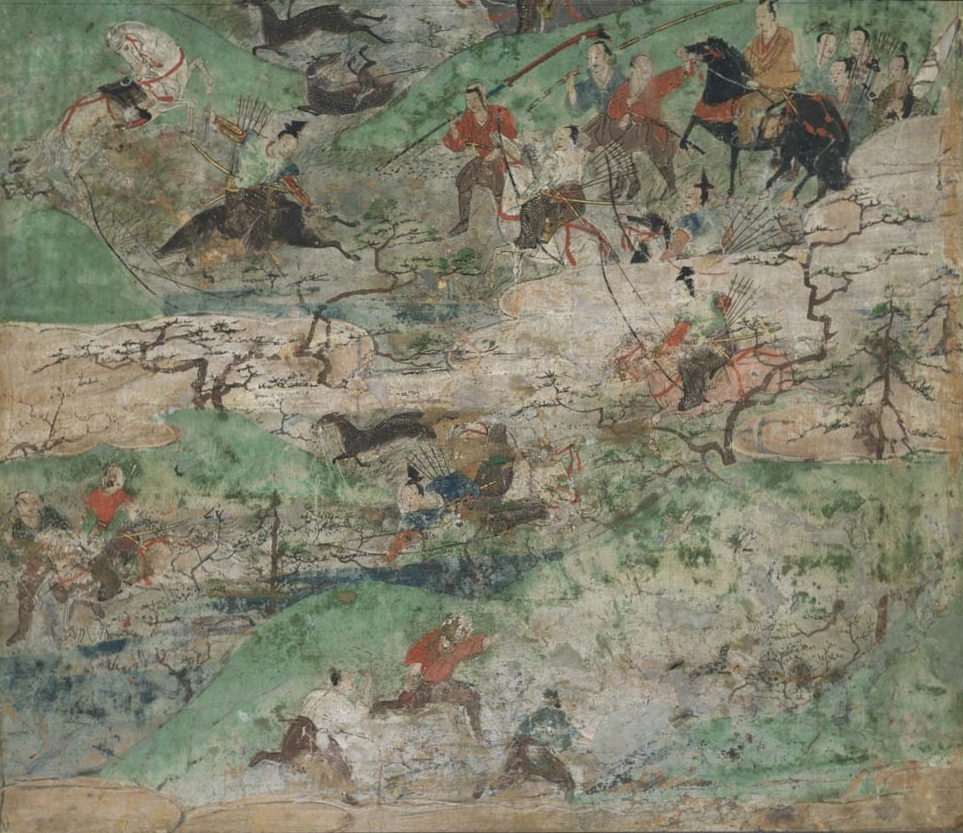
中央の図柄が、曽我祐成が伏木に躓き落馬する場面(『月次風俗図屏風』第7扇「富士巻狩」)

### 成立
〈伏木曽我〉の成立時期については、統一見解を見ていない。古くは仮名本典拠説が、また真名本典拠説の上に〈伏木曽我〉が仮名本に影響を与えたとする説、真名本・仮名本『曽我物語』のテキスト先行説などがある。
また〈伏木曽我〉の題材は既に流布されており能〈伏木曽我〉として昇華されたとする見解もある。

### 伏木の箇所
『曽我物語』のうち、曲名にもなっている「伏木」の場面を記している箇所として、以下が該当する（祐成視点の場面）。

### 仮名本との関係
仮名本と謡曲が近似する箇所の存在も指摘される。以下は仮名本『曽我物語』の「井出の屋形の跡見し事」である。
以下は上に近似する謡曲〈伏木曽我〉の部分である。

### 真名本との関係
〈伏木曽我〉に見られる祐成が御霊として登場する筋書きは『曽我物語』のうち真名本にしか認められず、また謡曲の祐経の装束は真名本『曽我物語』との近似性が指摘される。以下は真名本『曽我物語』の記述である。
以下は〈伏木曽我〉である。
このように〈伏木曽我〉は真名本・仮名本『曽我物語』双方に近似する箇所がある。

### 伏木の場面の絵画化
伏木の場面は多く絵画化されてきた。例えば仇討ち場面を絵画化した古例として知られる『月次風俗図屏風』第7扇「富士巻狩」にも確認される。
他「曽我物語図屏風」や『曽我物語』や『舞の本』の挿絵にも確認される。

## 諸本
〈伏木曽我〉の謡本として「観世元頼本」「妙庵玄又手沢五番綴謡本」「鳥養道晰本混綴五番綴本」等がある。また間狂言台本として『大蔵八右衛門流間語』がある。〈伏木曽我〉の間狂言台本としては唯一現存するものであるという。
型付は『妙佐本仕舞付』に記録が残る。このように〈伏木曽我〉の詞章・型付は現代に伝わっている。
〈伏木曽我〉と同じく伏木を題材とする能に〈赤澤曽我〉があるが、能〈元服曽我〉と〈伏木曽我〉を模したものとされる。
また同じく類する能に〈井出詣曽我〉があり、前場が〈伏木曽我〉の模倣であるという。